# Maršalovi Otoci
Republika Maršalovi Otoci je otočna država u Tihom oceanu, sjeverno od Naurua i Kiribatija, istočno od Saveznih Države Mikronezije i južno od američkog otoka Wake.

## Zemljopis
Država se sastoji od 29 atola i 5 izoliranih otoka. Najvažniji atoli i otoci formiraju dvije skupine: lanac Ratak i lanac Ralik (u prijevodu lanci "svitanja" i "zalaska sunca"). Dvije trećine stanovništva živi na atolu Majuro (glavni grad) i Ebeye.  
Maršalovi Otoci polažu pravo i na otok Wake, kojim upravlja SAD pod imenom Enen-kio.

## Povijest
Iako su područje današnjih Maršalovih Otoka naseljavali Mikronežani još u 2. tisućljeću pr. Kr., malo je poznata njihova ranija povijest. Španjolski istraživač Alonso de Salazar bio je prvi Europljanin koji je vidio otoke 1526. godine, ali oni su ostali neposjećeni sve do dolaska britanskog kapetana Johna Marshalla 1788., po kojem su otoci dobili ime.
Njemačka trgovačka kompanija otvorila je svoje sjedište na otocima 1885., te su oni postali dio protektorata Njemačke Nove Gvineje nekoliko godina kasnije. Japan je zauzeo otoke u Prvom svjetskom ratu i upravljao njima kao mandatnim područjem Lige naroda.
U Drugom svjetskom ratu SAD su okupirale otoke (1944.) uništavajući ili izolirajući japanske vojarne. Maršalovi Otoci priključeni su Starateljskom području Pacifičkih Otoka. Od 1946. do 1958. SAD su testirale 66 nuklearnih oružja, uključujući i najveći nuklearni test koje su SAD ikad provele - Castle Bravo. 
1979. službeno je osnovana Vlada Maršalovih Otoka i država je postala samoupravno područje. 1986. stupio je na snagu Sporazum o dobrovoljnom pridruživanju sa SAD-om, koji je zajamčio Republici Maršalovi Otoci suverenitet. Sporazum predviđa da SAD pruža pomoći i zaštitu, odnosno nadležnost SAD za vanjsku politiku i obranu otoka, a u zamjenu za mogućnost otvaranja vojnih baza i omogućavanje daljnjih testiranje projektila na atolu Kwajalein. Nezavisnost je i formalno potvrđena 1990. godine kada je UN službeno okončao starateljski mandat.

## Politika
Maršalovi Otoci su predsjednička predstavnička demokratska republika s višestranačkim sustavom. Predsjednik Maršalovih Otoka je šef države i šef vlade. Izvršnu vlast vrši vlada, dok zakonodavnu vlast vrše vlada i parlament Nitijela. Sudstvo je nezavisno od zakonodavne i izvrše vlasti.
Redovni parlamentarni izbori održavaju se svake četiri godine, na temelju općeg pravo glasa koje imaju svi državljani s navršenih 18 godina života. Predsjednika biraju 33 senatora Nitijela.